# Turn-Europameisterschaften 2024
Die Turn-Europameisterschaften 2024 fanden in  Rimini statt. Der Wettbewerb der Männer erfolgte vom 24. bis 28. April 2024. Der Wettbewerb der Frauen wurde vom 2. bis 5. Mai 2024 ausgetragen. Die Vergabe der Meisterschaften durch den Europäischen Turnverband erfolgte 2021 zunächst nach Neapel. 2022 wurde Rimini als neuer Austragungsort bekannt gegeben.

## Medaillengewinner
| Disziplin            | Gold                                                                                  | Silber                                                                                  | Bronze                                                                                         |
| -------------------- | ------------------------------------------------------------------------------------- | --------------------------------------------------------------------------------------- | ---------------------------------------------------------------------------------------------- |
| Männer               |                                                                                       |                                                                                         |                                                                                                |
| Mannschaftsmehrkampf | Ukraine Illja Kowtun Oleh Wernjajew Ihor Radiwilow Nasar Tschepurnyj Radomyr Stelmach | Großbritannien Joe Fraser Harry Hepworth Jake Jarman Courtney Tulloch James Hall        | Italien Yumin Abbadini Lorenzo Casali Matteo Levantesi Marco Lodadio Mario Macchiati           |
| Einzelmehrkampf      | Marios Georgiou                                                                       | Oleh Wernjajew                                                                          | Yumin Abbadini                                                                                 |
| Bodenturnen          | Luke Whitehouse                                                                       | Artem Dolgopyat                                                                         | Krisztofer Mészáros                                                                            |
| Seitpferd            | Rhys McClenaghan                                                                      | Loran de Munck                                                                          | Marios Georgiou                                                                                |
| Ringe                | Eleftherios Petrounias                                                                | Nikita Simonov                                                                          | Adem Asil                                                                                      |
| Sprung               | Jake Jarman                                                                           | Artur Dawtjan                                                                           | Nasar Tschepurnyj                                                                              |
| Barren               | Illja Kowtun                                                                          | Marios Georgiou                                                                         | Noe Seifert                                                                                    |
| Reck                 | Illja Kowtun                                                                          | Robert Tvorogal                                                                         | Marios Georgiou                                                                                |
| Frauen               |                                                                                       |                                                                                         |                                                                                                |
| Mannschaftsmehrkampf | Italien Alice D’Amato Aisa D’Amato Manila Esposito Elisa Iorio Angela Andreoli        | Großbritannien Abigail Martin Alice Kinsella Georgia-Mae Fenton Becky Downie Ruby Evans | Frankreich Morgane Osyssek-Reimer Coline Devillard Lorette Charpy Marine Boyer Ming van Eijken |
| Einzelmehrkampf      | Manila Esposito                                                                       | Alice D’Amato                                                                           | Alice Kinsella                                                                                 |
| Sprung               | Coline Devillard                                                                      | Walentina Georgiewa                                                                     | Ming van Eijken                                                                                |
| Stufenbarren         | Alice D’Amato                                                                         | Elisa Iorio                                                                             | Georgia-Mae Fenton                                                                             |
| Schwebebalken        | Manila Esposito                                                                       | Sabrina Maneca-Voinea                                                                   | Marine Boyer                                                                                   |
| Bodenturnen          | Manila Esposito                                                                       | Sabrina Maneca-Voinea                                                                   | Angela Andreoli                                                                                |

## Teilnehmer
Es nahmen an den Wettkämpfen 325 Sportler aus 41 Ländern teil.
Teilnehmende Länder mit Zahl der Aktiven (Männer/Frauen):
| - Albanien (1/1) - Armenien (6/-) - Aserbaidschan (5/1) - Belgien (6/5) - Bulgarien (5/5) - Dänemark (-/5) - Deutschland (6/5) - Finnland (6/5) - Frankreich (5/5) - Georgien (3/2) - Griechenland (6/5) - Großbritannien (6/5) - Irland (5/4) - Island (5/3) | - Israel (6/5) - Italien (6/5) - Kosovo (-/3) - Kroatien (6/5) - Lettland (2/5) - Liechtenstein (-/1) - Litauen (3/-) - Luxemburg (-/1) - Malta (-/2) - Monaco (-/1) - Niederlande (6/5) - Norwegen (5/5) - Österreich (6/5) - Polen (2/5) | - Portugal (5/5) - Rumänien (6/5) - Schweden (6/5) - Schweiz (6/5) - Serbien (2/2) - Slowakei (2/5) - Slowenien (4/3) - Spanien (6/5) - Tschechien (5/5) - Türkei (6/5) - Ukraine (5/5) - Ungarn (5/5) - Zypern (6/-) |

### Deutsche Mannschaft
- Frauen: Marlene Gotthardt, Helen Kevric, Janoah Müller, Karina Schönmaier, Silja Stöhr
- Männer: Pascal Brendel, Nils Dunkel, Gabriel Eichhorn, Carlo Hörr, Milan Hosseini, Andreas Toba

### Schweizerische Mannschaft
- Frauen: Martina Eisenegger, Samira Raffin, Stefanie Siegenthaler, Anina Wildi, Anny Wu
- Männer: Christian Baumann, Luca Giubellini, Matteo Giubellini, Luca Murabito, Noe Seifert, Taha Serhani

### Österreichische Mannschaft
- Frauen: Leni Bohle, Selina Kickinger, Alissa Mörz, Charlize Mörz, Aurea Wutschka
- Männer: David Bickel, Vinzenz Höck, Nicolas Ivkic, Askhab Matiev, Ricardo Rudy, Paul Schmölzer